# Exploze ropovodu v Abule Egba

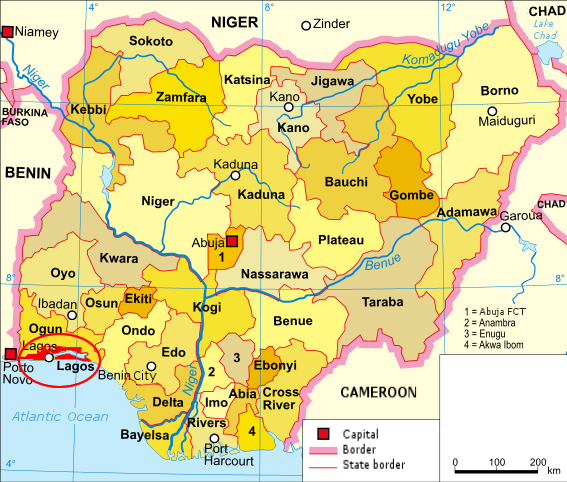
Mapa označující (červeně zvýrazněno) umístění Lagos, Nigérie.

Exploze ropovodu v Abule Egba je katastrofa, ke které došlo v hustě osídlené čtvrti Abule Egba v nigerijském městě Lagos dne 26. prosince 2006 a která zabila stovky lidí. Původně se odhadovalo 500 obětí katastrofy, později se ale potvrdilo, že mrtvých bylo méně. 
Incident nastal poté, co nadzemní potrubí přepravující ropné produkty navrtali kolem půlnoci tamějšího času zloději. To následně přilákalo stovky lidí z okolí, kteří si unikajícím palivem začali plnit plastové nádoby a kanystry, a údajně jimi následně napouštěli i cisternu. Ke vzniku exploze přispěly louže vyteklého paliva, které se vznítily po úsvitu. Přímá příčina exploze zůstává neznámá, svědkové však potvrzují, že produktovod byl v okamžiku výbuchu proděravěný.
Počet mrtvých není jasný, ale je prokázáno, že se pohybuje ve stovkách. Abiodun Orebiyi, generální tajemník Nigerijského Červeného kříže (NRC), uvedl, že neexistuje žádný oficiální počet obětí, ale odhaduje se, že tam bylo nejméně 200 mrtvých. Nicméně nebyl schopen určit konečný počet mrtvých, uvádí se, že NRC „[neví], jestli je to 300, 400 nebo 500“. Dodal také, že 60 lidí bylo převezeno do nemocnice s vážnými popáleninami, zatímco řada domů byla zničena, mezi nimi i mešita a kostel. Další vyšší úředník, Ige Oladimeji uvedl, že je zdokumentováno 260 případů lidí, kteří byli mrtví do soumraku. V den výbuchu fotograf agentury Reuters odhadoval 500 obětí katastrofy.